# ヴェストファーレン・ヴィルヘルム大学
ヴェストファーレン・ヴィルヘルム大学（ドイツ語: Westfälische Wilhelms-Universität, WWU）は、ドイツの総合大学である。通称はミュンスター大学。
大学の名称は、ミュンスター城を居城としていたドイツ皇帝ヴィルヘルム2世に由来する。

## 歴史
大学の前身は1780年から存在するが、プロイセン統治時代は王立大学はボン大学に定められ、このミュンスターの学術機関は「王立神学哲学アカデミー」という名称であった。1902年、ヴィルヘルム2世にちなみ現在の名称の大学が設立された。

## 構成
- 福音主義神学部
- カトリック神学部
- 法学部
- 経済学部
- 薬学部
- 哲学部
  - 教育及び社会科学の部門
  - 心理学及びスポーツ科学の部門
  - 歴史及び哲学の部門
  - 言語学の部門
- 自然な科学および数学の能力
  - 数学及び計算機科学の部門
  - 物理学の部門
  - 化学及び薬学の部門
  - 生物学の部門
  - 地理学科学の部門
- 第15学部「ミュンスター音楽大学」

## 大学関係者一覧
- マルティン・ニーメラー
- カール・バルト
- ゲルト・ファルティングス
- ヴィルヘルム・ヒットルフ
- ウルリッヒ・ベック
- ハンス・ヴェーア
- 森純一
- 横倉義武
- 渡部昇一
- 高井崇志- れいわ新選組幹事長